# Liste der Bodendenkmale in Artern
In der Liste der Bodendenkmale in Artern sind alle Bodendenkmale der Landgemeinde Artern und ihrer Ortsteile aufgelistet. Grundlage ist die Auflistung von Erhard Schröter aus dem Jahr 1986 und die Datenbank herausragender archäologischer Denkmale des Thüringisches Landesamtes für Denkmalpflege und Archäologie. Die Baudenkmale sind in der Liste der Kulturdenkmale in Artern aufgeführt.
| Denkmal-ID | Fundart      | Ortsteil | Bezeichnung | Zeitstellung         | Lage                                    | Bemerkungen | Bild |
| ---------- | ------------ | -------- | ----------- | -------------------- | --------------------------------------- | ----------- | ---- |
| ?          | Steindenkmal | Artern   | Steinkreuz  |                      | Lindenstraße 14, Nordteil des Orts      |             |      |
| ?          | Burganlage   | Artern   | Wasserburg  | Mittelalter, Neuzeit | Südwestrand des Orts, links der Unstrut |             |      |